# Adolphe Braeckeveldt
Adolphe Braeckeveldt, auch Adolf Braeckeveldt, (* 6. Oktober 1912 in Sint-Denijs-Westrem; † 4. August 1985 in Lovendegem) war ein belgischer Radrennfahrer.
Als Junior wurde Adolphe Braeckeveldt 1934 Dritter der belgischen Straßenmeisterschaft. Von 1935 bis 1944 war er Profi. Die größten Erfolge seiner Laufbahn waren ein Sieg bei der Flèche Wallonne 1937, drei Siege – 1936, 1938 und 1939 – beim Grand Prix de Wallonie sowie sein Sieg bei der Belgien-Rundfahrt 1937. Ebenfalls 1937 wurde er Vierter der Flandern-Rundfahrt und 1938 Dritter der Gesamtwertung der Luxemburg-Rundfahrt. 1939 siegte er im Eintagesrennen Paris–Limoges. 
Einmal – 1937 – startete Braeckeveldt bei der Tour de France und gewann zeitgleich mit dem Deutschen Heinz Wengler eine Teiletappe.